# Frenk Schinkels
Frenk "Frenkie" Schinkels (Rotterdam, 9 januari 1963) is een, van oorsprong Nederlandse, Oostenrijkse voormalig voetballer.

## Carrière als voetballer

### Nederland
Schinkels begon als achtjarige met voetballen bij Feyenoord en tekende als zestienjarige zijn eerste profcontract. Met zijn toenmalige trainer ging de middenvelder in 1979 naar de Zweedse club Halmstads BK en keerde twee jaar later terug naar Nederland. Eerst bij AZ'67 en daarna bij Excelsior Rotterdam. In 1985 verloor Schinkels de controle over zichzelf en ging zo tegen de scheidsrechter tekeer dat hij door zijn club op staande voet ontslagen werd. Hierdoor verloor hij al zijn motivatie om te voetballen.

### Naar Oostenrijk
Hugo Hovenkamp, die bij FC Wacker Innsbruck speelde, haalde Schinkels over om toch door te gaan en regelde dat hij in de zomer van 1985 bij deze club terechtkon. Zij kozen echter voor Hansi Müller en Hovenkamp regelde toen een plek bij Salzburger AK vanaf de herfst 1985. Hier bloeide Schinkels op en vond hij ook vrienden. Schinkels zelf zei in een interview met de Kronen-Zeitung dat hij in Salzburg een nieuw en beter leven begonnen is. In die tijd kwam de eerste gedachte bij Schinkels op om Oostenrijker te worden.
Na Salzburger AK ging Schinkels naar Wiener Sport-Club en weer een jaar later naar Austria Wien. Hier werd hij Oostenrijks kampioen in 1987/88. In juli 1987 werd Schinkels Oostenrijker, wat in de Nederlandse pers voor opschudding zorgde. Op 28 juli 1987 speelde hij voor het eerst in het Oostenrijkse nationale elftal, in een oefenwedstrijd tegen een Beierse samenstelling. In de herfst van 1988 wisselde Schinkels voor twee wedstrijden naar SV Spittal/Drau en ging daarna naar VOEST Linz.

### Nationale elftal
In 1991 ging Schinkels naar VSE St. Pölten en groeide daar in de rol van spits en aanvoerder. Op 25 maart 1992 speelde hij voor het eerst in een officiële wedstrijd van het Oostenrijkse nationale elftal, tegen Hongarije in Boedapest. Tussen 1992 en 1993 speelde hij zes keer voor het Oostenrijkse nationale elftal. Typerend was zijn wedstrijd op 27 mei 1992 tegen Nederland in Sittard, waarin hij in de 89e minuut scoorde.
In 1993 werd Schinkels met Austria Salzburg tweede in de Oostenrijkse Bundesliga. In 1994 speelde hij kort weer bij St. Pölten. In de zomer van 1994 speelde hij nog een keer bij Austria Wien. In 1995 speelde hij bij zijn laatste club SV Gerasdorf, in de tweede divisie.

## Carrière als trainer

### De eerste tijd
Nadat Schinkels stopte met spelen haalde hij de UEFA-proflicentie en werd hij assistent-trainer bij SC Stattersdorf. In 1995 werd hij hoofdtrainer bij Kremser SC. Hiermee won hij de provincietitel van Nederoostenrijk in 1996. Toch werd hij ontslagen. Hierna was hij spelerstrainer bij FC Sturm 19 St. Pölten. Zijn volgende clubs waren ASK Kottingbrunn en SKN St. Pölten. Tegelijkertijd speelde hij zelf als amateur bij Hollenburg. Ook had hij een fitnessprogramma bij de tv-zender Premiere Austria

### Hoofdtrainer
In december 2004 werd Schinkels door Frank Stronach als chef-scout naar Austria Wien gehaald. Op 6 mei 2005 volgde hij het duo Günter Kronsteiner en Lars Söndergaard als trainer op. In het begin moest hij dit nog in samenwerking doen met Peter Stöger. In 2005 won zijn ploeg de beker. Op 6 mei 2006 werden ze Oostenrijks kampioen. Schinkels hanteerde een 4-3-2-1-systeem dat hij de kerstboomtactiek noemde. Aan het begin van het seizoen 2006/07 was Austria Wien niet zo succesvol. Een nederlaag op zondag 22 oktober 2006 tegen Red Bull Salzburg (4-0) deed Schinkels en ook sportdirecteur Peter Stöger de das om. Op 23 oktober kregen zij hun ontslag.
Schinkels kreeg later een functie als technisch directeur bij SKN St. Pölten.

## Loopbaan

### Als voetballer
- Feyenoord Rotterdam (jeugd)
- Halmstads BK (1981-1982)
- AZ'67 (1982-1983)
- Excelsior Rotterdam (1983-1985)
- Salzburger AK (1985-1986)
- Wiener Sport-Club (1986-1987)
- Austria Wien (1987-1988)
- SV Spittal/Drau (1988)
- VOEST Linz (1988-1990)
- VSE St. Pölten (1991-1993)
- Austria Salzburg (1993)
- VSE St. Pölten (1994)
- FK Austria Wien (1994)
- SV Gerasdorf (1995)
- FC Sturm 19 St. Pölten (1995-1998)
- SV Karlstetten/Neidling (2000-2003)
- SV Hollenburg (2003-2004)
- SV Ratzersdorf (2004-2006)
- SC Harland (2006-2007)
- FCU Winklarn (2007)
- ATUS Velden (2007-2010)
- SV Karlstetten/Neidling (2010-heden)

### Als trainer
- SC Stattersdorf
- SC Harland (1995)
- FC Sturm 19 St. Pölten (1995-1998; kampioen 2 provincie regio West)
- Kremser SC (kampioen provincie regio Nederoostenrijk 2001)
- ASK Kottingbrunn (2002)
- SKN St. Pölten (2002-2004)
- FK Austria Wien (2004-2006)
- 1. FC Vöcklabruck (2007-2008)
- SK Austria Kärnten (2008-2009)
- First Vienna FC 1894 (2010)

## Privé
Schinkels is getrouwd met zijn tweede vrouw Romana. Zij hebben samen een zoon.
Zijn eerste vrouw, een jeugdliefde, Esther is met Schinkels meegegaan naar Oostenrijk in 1985. Na de geboorte van hun eerste dochter trouwde hij met haar in 1987. Uit dit eerste huwelijk heeft hij vier dochters. In 1995 kwam Esther Schinkels bij een verkeersongeluk om het leven.
Schinkels nam een cd op met de Oostenrijkse zangeres Marlena Martinelli.